# Barons Sandys

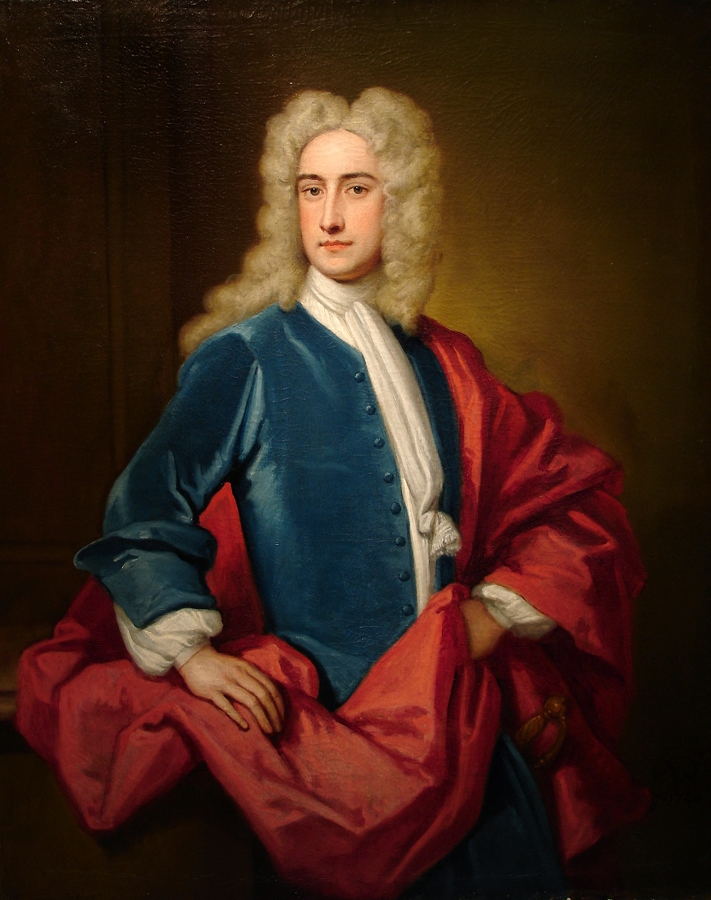
Samuel Sandys, 1er baron Sandys Of Ombersley (1695-1770).

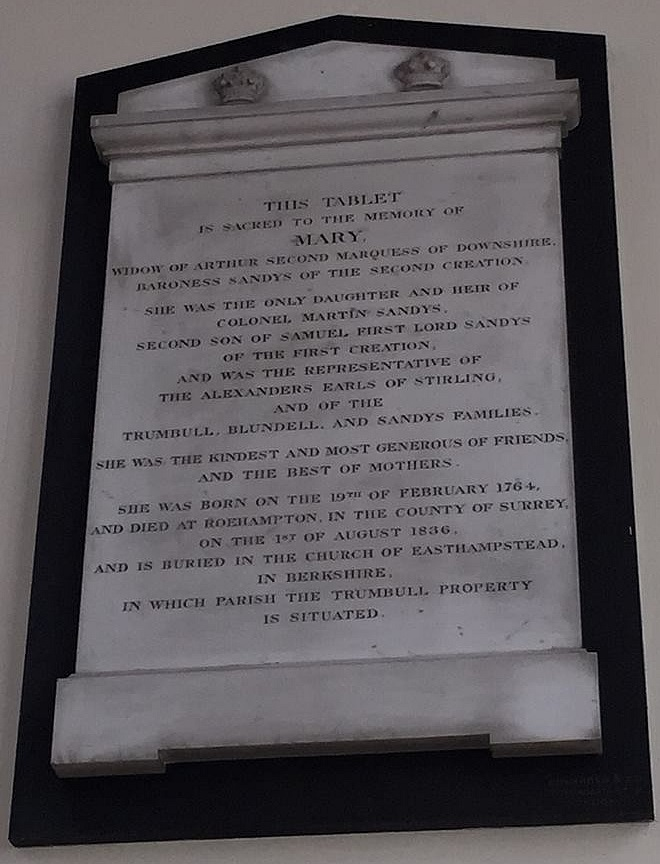
Église d'Ombersley, mémorial à Mary Hill, marquise de Downshire, baronne Sandys (1774–1836).

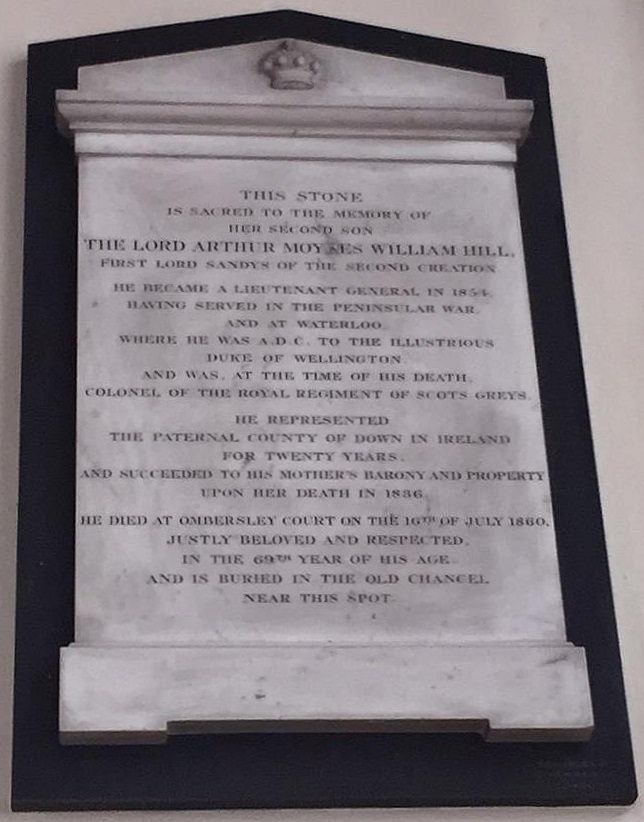
Église d'Ombersley, mémorial à Arthur, Lord Sandys (1793–1860).

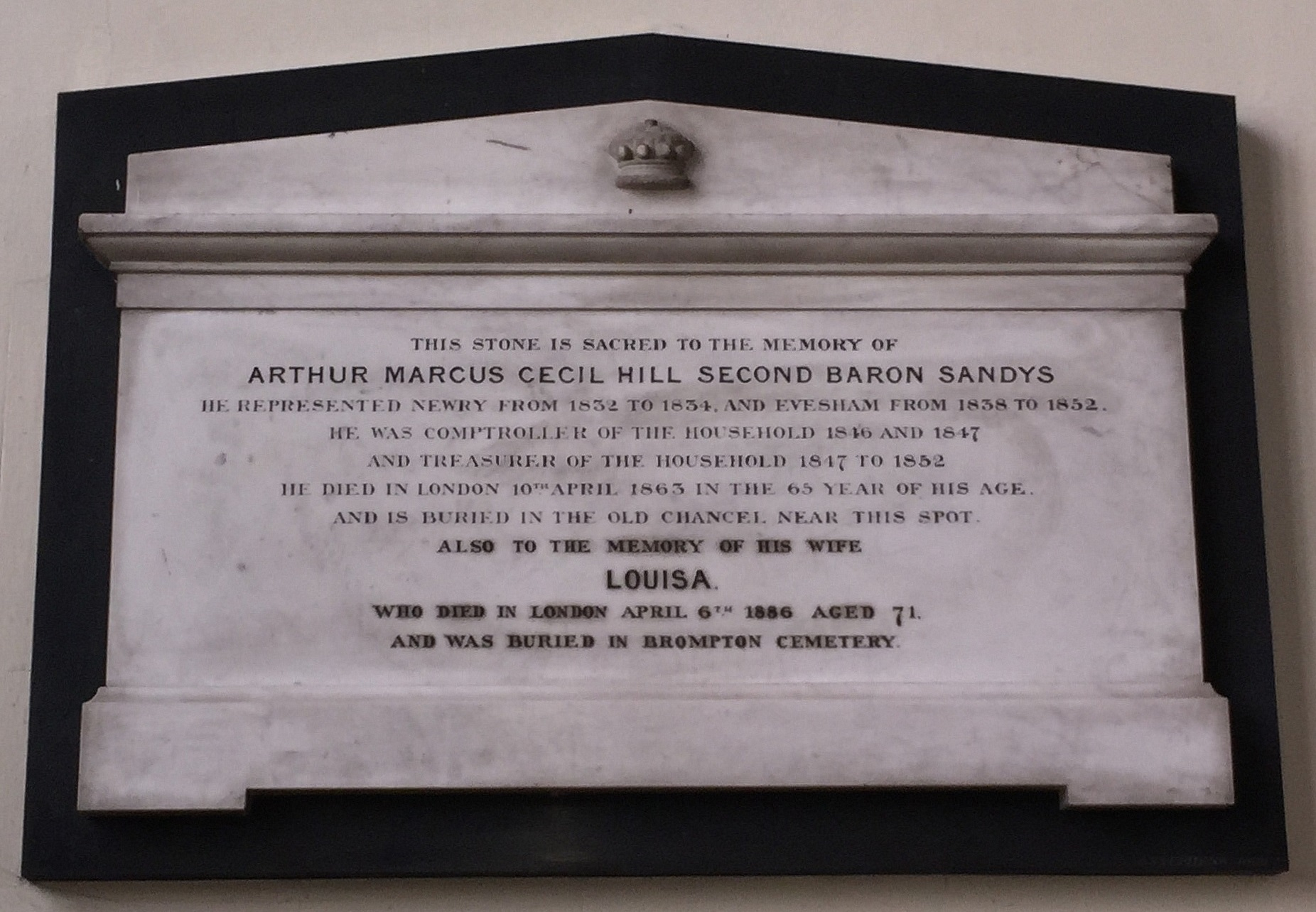
Église d'Ombersley, mémorial à Arthur Marcus, Lord Sandys (1798–1863).

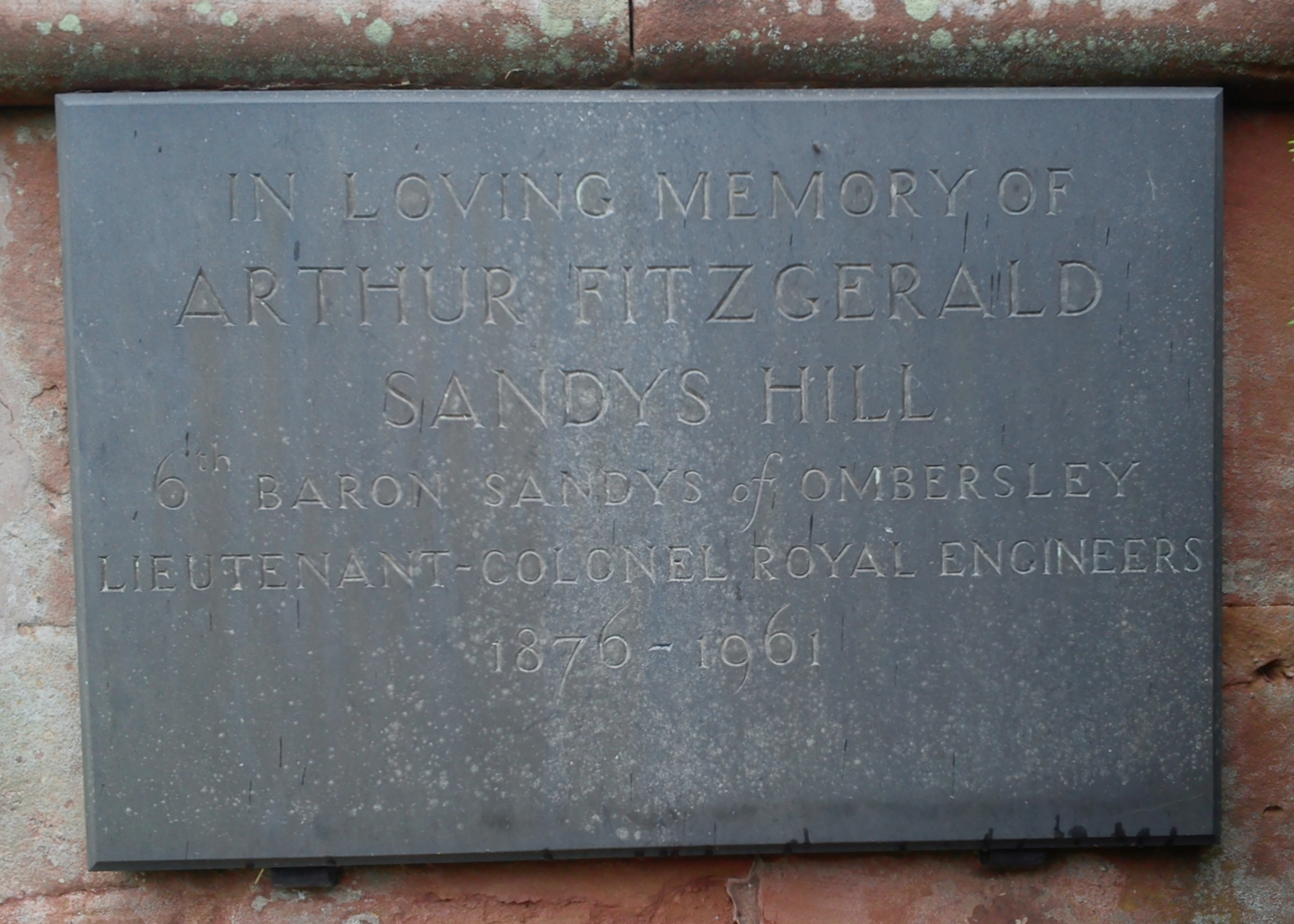
Mausolée d'Ombersley, mémorial d'Arthur Sandys Hill, 6e baron Sandys (1876–1961).

Au Royaume-Uni, Baron Sandys ( /s æ n d z / ) est un titre de pairie créé à trois reprises, la première fois dans la pairie d'Angleterre, ensuite dans la pairie de Grande-Bretagne, enfin dans la pairie du Royaume-Uni.

## Histoire du titre
La première création du titre est celle de « Baron Sandys Of the Vyne » ou « Vine » , d'après le manoir de la famille Sandys dans le Hampshire, à Sherborne St John,.
Lors des deuxième et troisième créations, le titre de « Baron Sandys Of Obersley » échoit à la famille Hill et à ses héritiers, dont le siège, Ombersley Court, à Ombersley se trouve dans le comté de Worcester.
Les deux familles ne sont pas liées.

Demeures des deux familles
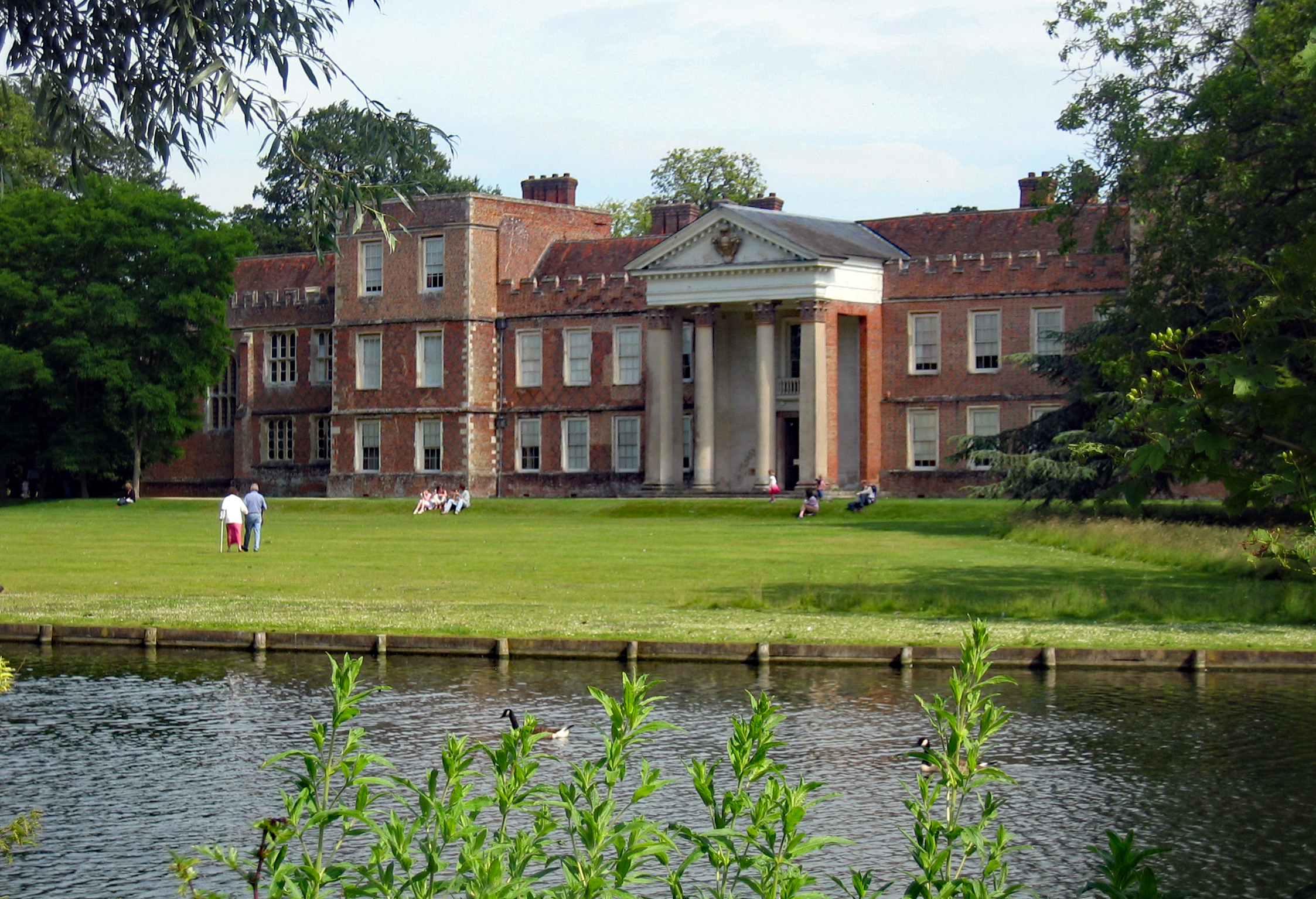
Façade Nord du manoir « The Vyne House », siège des barons Sandys of The Vyne. La propriété, « Nationally recognised "Treasure House" », appartient désormais au National Trust[3].
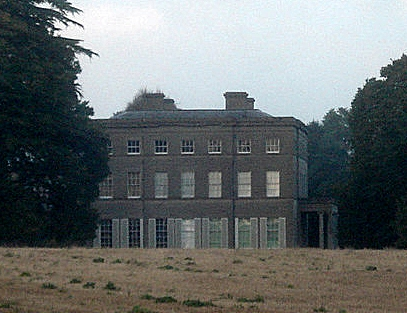
Ombersley Court, siège des barons Sandys of Omberley. La propriété a été rachetée à la mort du 7e baron après être restée 300 ans dans cette famille[4].

### Première création«Baron Sandys Of The Vyne»
La première création du titre, en tant que baron Sandys of The Vyne, dans le Hampshire, dans la Pairie d'Angleterre en 1523 par le roi Henri VIII récompense son favori William Sandys, fils de Sir William Sandys of The Vyne. Le 1er baron Sandys devient Lord Chamberlain de 1530 à sa mort en 1540,.
Le titre se transmet à ses descendants pendant plusieurs générations jusqu'à son exctinction vers 1683 à la mort du huitième baron,. Le titre complet n'est plus relevé.

### Deuxième création«Baron Sandys Of Ombersley»
C'est dans la Pairie de Grande-Bretagne qu'a lieu la deuxième création du titre comme baron Sandys d'Ombersley dans le comté de Worcester en faveur de Samuel Sandys, ancien chancelier de l'Échiquier. Le titre s'éteint à la mort de son fils Edwin, le deuxième baron, en 1797. Les domaines familiaux sont alors hérités par la nièce d'Edwin , Mary Hill, marquise de Downshire, veuve d' Arthur Hill, 2e marquis de Downshire.

### Troisième création«Baron Sandys Of Ombersley»
La troisième création, à nouveau comme baron Sandys d'Ombersley, a lieu en 1802 pour Mary Hill, marquise de Downshire, veuve d' Arthur Hill, 2e marquis de Downshire, cette fois dans la pairie du Royaume-Uni.
La baronnie est créée avec une clause de substituton spéciale pour revenir en priorité à l'un de ses fils cadets, Lord Arthur Moyses, William Hill, Lord Marcus Hill, Lord Augustus Hill ou Lord George Hill successivement, et, seulement à extinction, à son fils aîné Arthur Blundell Hill, 3e marquis de Downshire.
Le titre se transmet au deuxième fils de la marquise, Lord Arthur Moyses William, deuxième baron. lieutenant-général dans l'armée et représentant pour le comté de Down à la Chambre des communes, il ne se marie pas. William Hill, le frère suivant, lui succède comme troisième baron. Il fut député de Newry et Evesham. En 1861, Lord Sandys, quatrième baron, prend par licence royale le patronyme de Sandys en place de Hill. Cette lignée s'éteint en 1904 à la mort de son fils cadet, le cinquième baron. Son deuxième cousin hérite du titre et devient sixième baron comme petit-fils de Lord George Hill, le cinquième fils de la première baronne.
Le fils du sixième baron, Richard Hill 7e baron Sandys , lui succède en 1961. Lord Sandys a notamment été capitaine des Yeomen of the Guard entre 1979 et 1983 dans l'administration conservatrice de Margaret Thatcher. Cependant, il a perdu son siège à la Chambre des Lords après l'adoption de la House of Lords Act 1999. Il est décédé le 11 février 2013 et a été remplacé dans la pairie, en vertu du reliquat spécial de la 3e création, par le neuvième marquis de Downshire.
Le siège de la famille est à Ombersley Court à Ombersley près de Droitwich dans le Worcestershire. La maison est a été vendue après la mort du précédent Lord Sandys. Le lieu de sépulture traditionnel de la famille est le mausolée Sandys dans le cimetière de St Andrew, Ombersley. Lorsque l'église St Andrew a été construite dans sa forme actuelle entre 1825 et 1829, le chœur de l'ancienne église a été adapté pour servir de mausolée à la famille Sandys, seigneurs du manoir.

## Liste des barons«Sandys Of The Vyne», dans le Hampshire, première création (1523)
| Blason | Blasonnement : Armes de la famille Sandys of The Vyne, Hampshire (William Sandys, 1er Baron Sandys (c. 1470–1540)) |

- William Sandys, 1er baron Sandys (vers 1470-1540) - convoqué pour la première fois au parlement le 3 novembre 1529[1].
- Thomas Sandys, 2e baron Sandys (décédé en 1560) - convoqué pour la première fois au parlement le 14 juin 1543[1].
- William Sandys, 3e baron Sandys (décédé en 1623) - convoqué pour la première fois au parlement le 8 mai 1572[1].
- William Sandys, 4e baron Sandys (décédé en 1629) - jamais convoqué au parlement[1].
- Henry Sandys, 5e baron Sandys (décédé en 1644) - à cause de la Première révolution anglaise, jamais convoqué au parlement[7],[1].
- William Sandys, 6e baron Sandys (vers 1626–1668) - convoqué pour la première fois au parlement le 8 mai 1661[7],[1].
- Henry Sandys, 7e baron Sandys (dc1680) - convoqué pour la première fois au parlement le 6 mars 1679[7],[1].
- Edwin Sandys, 8e baron Sandys (décédé avant 1700) - jamais convoqué au parlement[7],[1].

## Liste des barons«Sandys Of Ombersley»deuxième création (1743)
- Samuel Sandys, 1er baron Sandys of Ombersley (1695-1770)
- Edwin Sandys, 2e baron Sandys of Ombersley (1726–1797)

## Liste des barons«Sandys Of Ombersley»troisième création (1802)
| Blason | Blasonnement : Blason des barons Sandys of Ombersley du Royaume-Uni. |

- Mary Hill, marquise de Downshire, 1re baronne Sandys (1764–1836)
- Arthur Moyses William Hill, 2e baron Sandys (1793–1860)
- (Arthur) Marcus Cecil Sandys, 3e baron Sandys (1798–1863)
- Auguste Frederick Arthur Sandys, 4e baron Sandys (1840-1904)
- Michael Edwin Marcus Sandys, 5e baron Sandys (1855–1948)
- Arthur Fitzgerald Sandys Hill, 6e baron Sandys (1876–1961)
- Richard Michael Oliver Hill, 7e baron Sandys (1931–2013)
- Arthur Francis Nicholas Wills Hill, 8e baron Sandys, 9e marquis de Downshire (en) (né en 1959)

## Lectures complémentaires
- Kidd, Charles, Williamson, David (éditeurs). Debrett's Peerage and Baronetage (édition 1990). New York: St Martin's Press, 1990.
- Leigh Rayment's Peerage Pages
- Histoire du Parlement britannique en ligne